# Power & the Glory
Power & the Glory je páté studiové album britské heavymetalové skupiny Saxon. Jeho nahrávání probíhalo v roce 1982 ve studiu Axis Sound Studio v Atlantě v americkém státě Georgie. Producentem alba byl Jeff Glixman a vyšlo v březnu 1982 u vydavatelství Carrere Records. Jde o první studiové album skupiny, na kterém hrál bubeník Nigel Glockler.

## Seznam skladeb
Autory všech skladeb jsou Biff Byford, Paul Quinn, Graham Oliver, Steve Dawson a Nigel Glockler.
| Pořadí | Název                | Délka |
| ------ | -------------------- | ----- |
| 1.     | Power and the Glory  | 5:57  |
| 2.     | Redline              | 3:38  |
| 3.     | Warrior              | 3:47  |
| 4.     | Nightmare            | 4:25  |
| 5.     | This Town Rocks      | 3:58  |
| 6.     | Watching the Sky     | 3:43  |
| 7.     | Midas Touch          | 4:13  |
| 8.     | The Eagle Has Landed | 6:56  |

## Obsazení
- Biff Byford – zpěv
- Graham Oliver – kytara
- Paul Quinn – kytara
- Steve Dawson – baskytara
- Nigel Glockler – bicí